# ロード・アルフレッド・ヘイズ
ロード・アルフレッド・ヘイズ（Lord Alfred Hayes、本名：Alfred George James Hayes、1928年8月8日 - 2005年7月21日）は、イギリス・ロンドン出身のプロレスラー。
1970年代初頭にアメリカに渡り、現役引退後の1980年代からはWWF（現：WWE）でアナウンサーやインタビュアーを務めた。

## 来歴
1950年代に英国にてデビュー。プロレス入りする以前はスモール・タニこと日本人柔道家の谷幸雄に師事し、柔道の有段者であったことから、当時はジュードー・アル・ヘイズ（"Judo" Al Hayes）なるリングネームを用い、正統派のベビーフェイスとして活動していた。
1957年5月、ロンドンのロイヤル・アルバート・ホールにて英国遠征中の木村政彦と対戦するも敗退（柔道マッチであったかどうかは不明）。1964年、マイク・マリノを破り世界ミッドヘビー級王座を獲得。1968年9月には、当時ヨーロッパを外国人供給ルートとしていた国際プロレスに初代ケンドー・ナガサキのミスター・ギロチンやジョージ・ゴーディエンコらと共に初来日している。
1970年代に入り、英国貴族のロード・アル・ヘイズ（"Lord" Al Hayes）を名乗ってアメリカ・マット界に進出。ドリー・ファンク・シニアが主宰していたテキサス西部のアマリロ地区（NWAウエスタン・ステーツ・スポーツ）を主戦場に、キラー・カール・コックスやサイクロン・ネグロと抗争する。アマリロ地区のフラッグシップ・タイトルだったNWAウエスタン・ステーツ・ヘビー級王座を通算5回獲得し、タッグでは英国マットで活躍した実績を持つリッキー・スターと組み、1972年8月24日にボビー・ダンカン&ディック・マードックから同タッグ王座を奪取した。
その後ヒールに転向し、1973年下期より中西部のNWAセントラル・ステーツ地区に参戦。ロジャー・カービーやブルドッグ・ボブ・ブラウンをパートナーに、マイク・ジョージ&ジム・ブランゼルの若手チームとNWA世界タッグ王座を争った。1975年にはカナダの沿海州に進出、5月13日にミシェル・デュボアとの英仏コンビで同地区版のインターナショナル・タッグ王座を獲得している。古巣のアマリロでは1976年2月5日にレッド・バスチェンと組み、アメリカ遠征中だったジャイアント馬場&ジャンボ鶴田のインターナショナル・タッグ王座に挑戦。同年5月にはNWAルートで全日本プロレスに来日した。
以降、1977年3月よりバーン・ガニア主宰のAWAに定着。ペドロ・モラレスやクラッシャー・リソワスキーと抗争を繰り広げ、ビル・ロビンソンとも英国人同士の遺恨試合を展開。トークの才能を活かしてマネージャーも兼任し、ボビー・ヒーナンとのマネージャー同士の抗争も行われた。AWA時代はセントルイス・レスリング・クラブのキール・オーディトリアムでの興行にも再三出場しており、1979年12月7日にはディック・ザ・ブルーザーとシングルマッチで対戦した。
1980年7月からはNWAフロリダ地区に参戦、プレイング・マネージャーとしてディック・スレーターやボビー・ジャガーズらと共闘し、ダスティ・ローデスやバリー・ウインダム、そして同地区のマネージャーだったサー・オリバー・フンパーディンクと抗争した。1981年9月からはNWAミッドアトランティック地区にてクリス・マルコフ&ニコライ・ボルコフのロシア系コンビをコントロール。カナダのモントリオールでは旧敵ロビンソンのマネージャーも担当した。
現役引退後の1982年下期より、ニューヨークのWWFにスタッフとして参加。その能弁さを見込まれ、ビンス・マクマホンの全米侵攻が始まった1984年からは、トーク番組 "Tuesday Night Titans" にマクマホンの相方役でレギュラー出演。タキシード姿で格式ばったクイーンズ・イングリッシュを話す英国人キャラクターを演じた。WWFではベビーフェイスのポジションに回り、ヒーナン、ジェシー・ベンチュラ、ジョニー・バリアントなどヒールのコメンテーターを相手に実況アナウンサーを担当することもあった。
1995年、交通事故で怪我を負いWWFを退団、フルタイムのプロレスリング・ビジネスから引退した。その後はテキサスのダラスに居住していたが、事故の影響で壊疽を起こし片足を切断。2001年のカリフラワー・アレイ・クラブのOB会には車椅子で出席した。その後は脳梗塞を患い闘病生活を送り、2005年7月21日に自宅にて死去した。76歳没。
2018年、WWE殿堂のレガシー部門に迎えられた。

## 得意技
- ロンドン・ブリッジ（ブリッジ式インディアン・デスロック）[21]
- タワー・オブ・ロンドン（ダイヤモンド・カッター）[22]

## 獲得タイトル
ブリティッシュ・チャンピオンシップ
- 世界ミッドヘビー級王座：1回[3]

NWAウエスタン・ステーツ・スポーツ
- NWAウエスタン・ステーツ・ヘビー級王座：5回[5]
- NWAウエスタン・ステーツ・タッグ王座：3回（w / リッキー・ロメロ、リッキー・スター、ニック・コザック）[6]

セントラル・ステーツ・レスリング
- NWA世界タッグ王座（セントラル・ステーツ版）：3回（w / ロジャー・カービー×2、ブルドッグ・ボブ・ブラウン）[7]

NWAビッグタイム・レスリング
- NWAテキサス・タッグ王座：1回（w / ビッグ・O）

イースタン・スポーツ・アソシエーション
- ESAインターナショナル・タッグ王座：1回（w / ミシェル・デュボア）[8]

ワールド・レスリング・エンターテインメント
- WWE殿堂（レガシー部門） : 2018年[20]

## マネージャー担当選手
- ブリット・ビリー・ロビンソン
- アンジェロ・モスカ
- スーパー・デストロイヤー
- スーパー・デストロイヤー・マークII
- スーパー・デストロイヤー・マークIII
- マスクド・スーパースター
- バロン・フォン・ラシク
- イワン・コロフ
- アレックス・スミルノフ
- ディック・スレーター
- ボビー・ジャガーズ
- ハンス・シュローダー
- ニコライ・ボルコフ
- クリス・マルコフ
- キング・ジェームズ・バリアント
- ジン・アンダーソン
- オレイ・アンダーソン